# Thomas W. Osborn

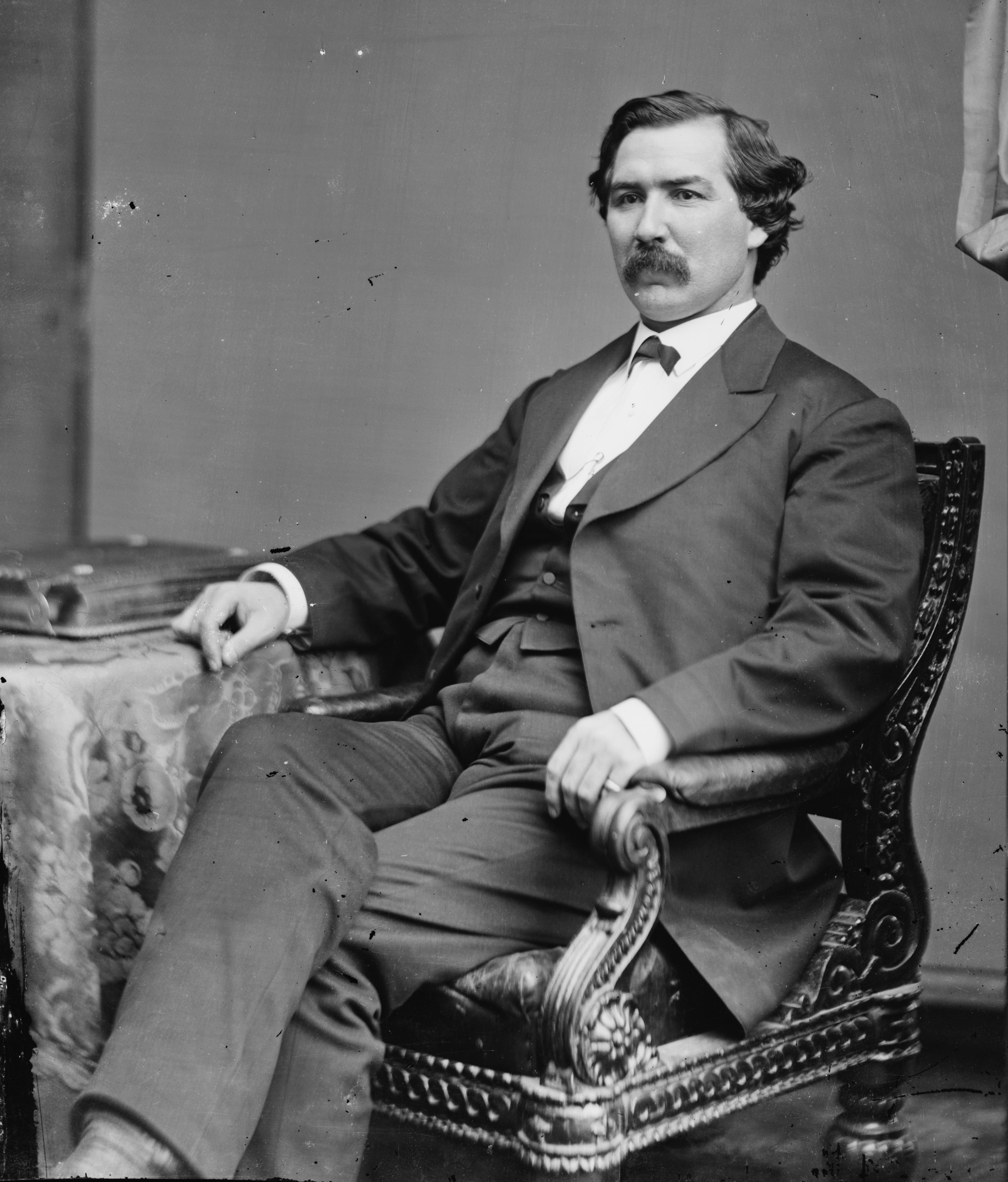
Thomas W. Osborn

Thomas Ward Osborn (* 9. März 1833 in Scotch Plains, New Jersey; † 18. Dezember 1898 in New York City) war ein US-amerikanischer Armeeoffizier und Politiker (Republikanische Partei), der den Bundesstaat Florida im US-Senat vertrat.

## Jurist und Offizier
Thomas Osborn kam im Union County zur Welt, das zur New York Metropolitan Area zählt. 1842 zog er mit seinen Eltern dann auch in den Staat New York, wo sich die Familie in Wilna niederließ und gemeinsam eine Farm bewirtschaftete. Im Jahr 1854 nahm Osborn dann eine akademische Ausbildung in Angriff, die er 1860 an der Madison University in Hamilton abschloss. Im folgenden Jahr wurde er in die Anwaltskammer des Staates aufgenommen und begann in einer Kanzlei in Watertown zu arbeiten.
Dort war er allerdings nicht lange beschäftigt. Kurz nach Beginn des Sezessionskrieges trat Osborn der Unionsarmee bei und bekleidete dort den Rang eines Leutnants. Im Jefferson County stellte er eine Kompanie für die leichte Artillerie zusammen, die der Potomac-Armee unterstellt wurde und mehrere Auszeichnungen erwarb. Osborn selbst wurde zunächst zum Hauptmann befördert, später dann zum Major und schließlich zum Oberst.
Während seiner Zeit als Major diente Osborn unter Generalmajor Oliver O. Howard und war unter anderem an der Schlacht von Gettysburg beteiligt, während der er die Artilleriebrigade des Armeekorps kommandierte. Er verteidigte den Cemetery Hill gegen die Angriffe der Truppen von Generalmajor Jubal Anderson Early. Später wechselten Osborn und Howard gemeinsam zum westlichen Kriegsschauplatz; als sein Vorgesetzter zum Oberbefehlshaber der Tennessee-Armee berufen wurde, fungierte Osborn als Generalinspekteur.

## Politische Laufbahn
Nach Kriegsende war Thomas Osborn als stellvertretender Leiter des Bureau of Refugees, Freedmen and Abandoned Lands an der Umsetzung der Reconstruction in Florida beteiligt. Während dieser Zeit arbeitete er auch als Anwalt in Tallahassee und begann sich zudem politisch zu betätigen. 1868 nahm er am Verfassungskonvent des Staates teil; nach einem Umzug nach Pensacola wurde er in den Senat von Florida gewählt.
Wenig später erhielt Florida sein Stimmrecht im Kongress zurück. Osborn, gerade 35 Jahre alt, wurde zum Senator gewählt und nahm damit den Sitz ein, der seit dem Rücktritt von David Levy Yulee im Januar 1861 vakant geblieben war. Er verblieb vom 25. Juni 1868 bis zum 3. März 1873 im Senat; zur Wiederwahl trat er nicht an. Danach fungierte er im Jahr 1876 als Beauftragter der Bundesregierung für die Centennial Exposition in Philadelphia, die erste Weltausstellung in den Vereinigten Staaten. Danach betätigte er sich sowohl auf literarischem als auch auf juristischem Gebiet, bis er 1898 in New York, wohin er inzwischen gezogen war, verstarb.